# Augasmus bimaculatus
Augasmus bimaculatus là một loài bọ cánh cứng trong họ Phalacridae. Loài này được Lyubarsky miêu tả khoa học năm 1996.